# Galena (Kansas)
Galena é uma cidade localizada no estado americano de Kansas, no Condado de Cherokee.

## Demografia
Segundo o censo americano de 2000, a sua população era de 3287 habitantes.
Em 2006, foi estimada uma população de 3171, um decréscimo de 116 (-3.5%).

## Geografia
De acordo com o United States Census Bureau tem uma área de
11,9 km², dos quais 11,8 km² cobertos por terra e 0,1 km² cobertos por água.

## Localidades na vizinhança
O diagrama seguinte representa as localidades num raio de 12 km ao redor de Galena.